# Астроном
Астроно́м (в речи профессионалов встречается также старое ударение астро́ном) — учёный, специализирующийся в области астрономии.

## Профессиональные астрономы
Профессиональные астрономы — люди, занимающиеся астрономией профессионально. Современные методы астрономии требуют хорошего знания математических методов, поэтому у профессиональных астрономов обычно есть соответствующее высшее профильное образование. Они работают в обсерваториях, исследовательских центрах или университетах. Большую часть времени учёные этой специальности проводят в научных исследованиях и анализе информации; некоторые учёные совмещают профессиональную занятость с преподавательской и популяризаторской работой. Вследствие обширности астрономии как науки, общая категория астрономов разделяется на множество узких специальностей: например, космологов, планетологов, астрофизиков, астрохимиков, астробиологов и т. д.
Количество профессиональных астрономов (в соотношении со специалистами в других естественных науках) относительно невелико. К примеру, в Американское астрономическое общество (англ. American Astronomical Society), которое является главной организацией профессиональных астрономов в Северной Америке, входит приблизительно 6500 участников. Сюда включены учёные из других областей, таких как физика, геология, машиностроение, чьи исследовательские интересы так или иначе связаны с астрономией. Международный астрономический союз (англ. International Astronomical Union) включает почти 10 000 участников из 87 стран мира.
Исторически, астрономия в большей степени занималась классификацией и описанием явлений на небе, в то время как возникшая позже астрофизика с помощью законов физики объяснила эти, наблюдаемые на протяжении истории человечества, небесные явления через их физическую сущность. В настоящее время астрономия неотделима от математики, физики и космологии. В то же время, новейшие астрономические открытия постоянно ставят перед учёными новые вопросы, требующие как дальнейшего осмысления общей структуры мироздания, так и разработки методологических подходов и научных стратегий изучения Вселенной.

## Астрономы-любители
Любительская астрономия — один из видов хобби (увлечения), который подразумевает наблюдения, регистрацию и изучение — то есть исследование небесных объектов и явлений теми или иными методами.
Любительская астрономия является одним из видов деятельности, который не приносит денежных доходов и не требует специального образования или ВУЗовской подготовки.
Во всём мире, в том числе и в России в частности, существует значительное число астрономов-любителей. Буквально в каждом крупном городе России (а равно и в других странах, в большей или меньшей степени) можно найти сообщества любителей астрономии, хотя и не всегда они организованы в клуб или кружок.
Астрономы-любители занимают совершенно определённую нишу в изучении мира. Во главу угла ставится приобретение личного (в том числе и эстетического) опыта, впечатлений и знаний. Во вторую очередь — обмен знаниями и впечатлениями с другими любителями, организация сообществ по совместным наблюдениям, изготовлению и модернизации инструментов.
Известны случаи, когда любителям удавалось вносить существенный вклад в знания о вселенной. Сюда относятся, например, работы астронома-любителя XIX века Е. Быханова.

## Современная астрономия
Вопреки классическому мнению старого времени о том, что астрономы большую часть времени проводят, всматриваясь в телескоп в течение ночи, в настоящее время профессиональные астрономы используют окуляр и визуальные наблюдения крайне редко. В большинстве случаев используется специальная камера, находящаяся в фокусе телескопа. В частности, это позволяет делать снимки небесных объектов с большой (вплоть до многочасовой) выдержкой, за счёт чего удаётся фотографировать крайне тусклые объекты глубокого космоса, невидимые невооружённому человеческому глазу. Для обработки цифровых фотоснимков используются компьютерные программы. До появления ПЗС-матриц, на протяжении практически всего XX века, в астрономии были распространены фотографические пластины и фотоплёнка.
Бо́льшую часть времени на крупных обсерваториях занимает не получение материала для исследований (данные, фотографии, измерения), а их анализ и обработка.